# Карашица (притока Драве)
Карашица, ријека, десна притока Драве у источној Хрватској, дуга 91 km (по неким изворима 93 km), површина басена је 936 km². Настаје југоисточно од Чађавице од Воћинске ријеке (која извире испод Папука) и Брањинске ријеке. Тече паралелно са Дравом, у коју се улијева источно од Петријеваца. Највећа притока јој је Вучица. Одводњава источни дио подравске равнице. Има нивално-плувијални режим са највишим водостајем у касно прољеће (копњење снијега) и у јесен. У средњем и доњем току Карашице и Вучице спроведени су хидромелиорацијски радови за одбрану од поплава.
Карашица је назив и рјечице у Барањи, десне притоке Дунава.